# Guardia amarilla
La Guardia amarilla o Guardia española era una guardia del rey que se creó en España en el siglo XVI. 
A la muerte de Isabel I de Castilla, la Católica, Fernando V de Castilla creó en 1504 una guardia de su persona que pasó a las órdenes de su célebre cronista Gonzalo de Ayora, a quien nombró capitán de esa fuerza. Se constituyó entonces dicha guardia con cincuenta individuos reclutados entre los mozos de espuela de caballeros cortesanos y poco después se aumentó su número hasta cien, aunque algunos autores los cifran en ciento cincuenta. Sin duda, por estar armada con alabardas se llamó ya desde un principio a esta guardia de infantería, guardia de alabarderos.
Carlos I de España conservó esta guardia de a pie y la de Maceros a caballo y aun parece que la aumentó con una sección de veteranos o de las Guardias Viejas de Castilla, compuesta de treinta individuos que gobernaban un capitán y un teniente. Y como entonces se le dio a sus uniformes la librea de color Ambarillo con guardas en carmesí prevalente en todos los reinos bajo la Corona Imperial para sustituir el que tradicionalmente usaban hasta entonces del colorado y blanco de la Corona Castellano-leonesa, y que sería el que ya vestirían durante toda la dinastía austríaca según consta en contratas que se conservan originales en el Archivo de la Real Casa y Patrimonio, se designó aquella fuerza con el nombre de Guardia Amarilla.
Era esta tropa muy escogida y perfectamente adoctrinada, por lo cual adquirió al poco de formarse gran lustre y reputación. Gozaban, los que a ella pertenecían, de grandes preeminencias y de sueldos elevados en comparación con los que tenían los que militaban en los cuerpos del ejército. En tiempo de Felipe II, había tres secciones de guardia real con grandes emolumentos y ventajas, y sus individuos se reclutaban entre los que tenían permiso a portar armas y no pechar mozos hidalgos y cristianos viejos que tuvieran buena talla y excelentes condiciones personales. Las tres secciones o compañías subsistieron hasta Felipe V y aunque eran de distintas armas, estuvieron siempre bajo las órdenes e inspección de un solo capitán. El 6 de mayo de 1707 Felipe V refundió las tres compañías en una sola con el nombre moderno de alabarderos.

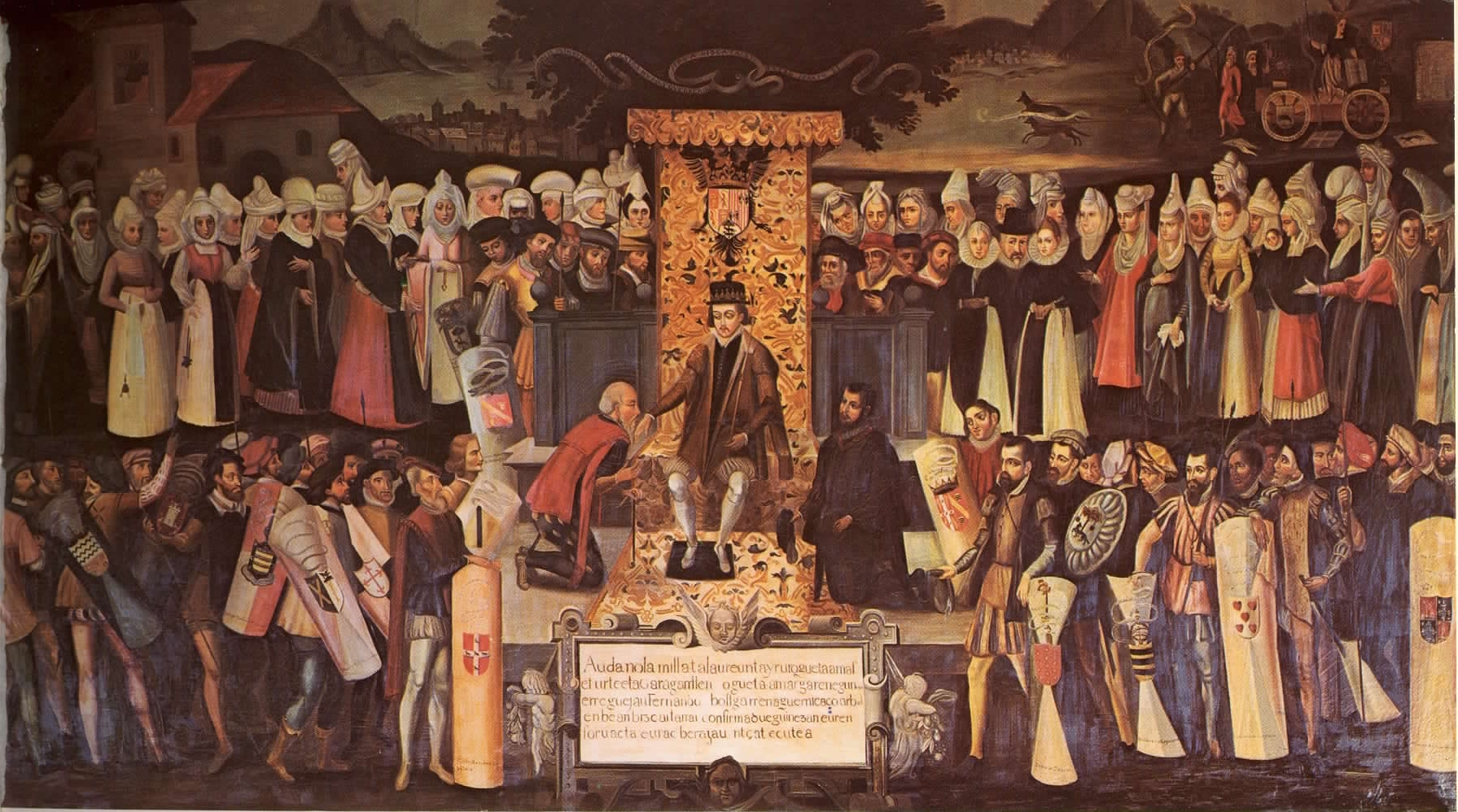
El Rey Fernando escoltado por la Guardia Real en las Juras de Guernica en 1476. Pintura hecha en el reinado de su bisnieto, Felipe II y que muestra de forma anacrónica la librea de Ambarilla o gualda.